# Bitwa nad Żółtymi Wodami

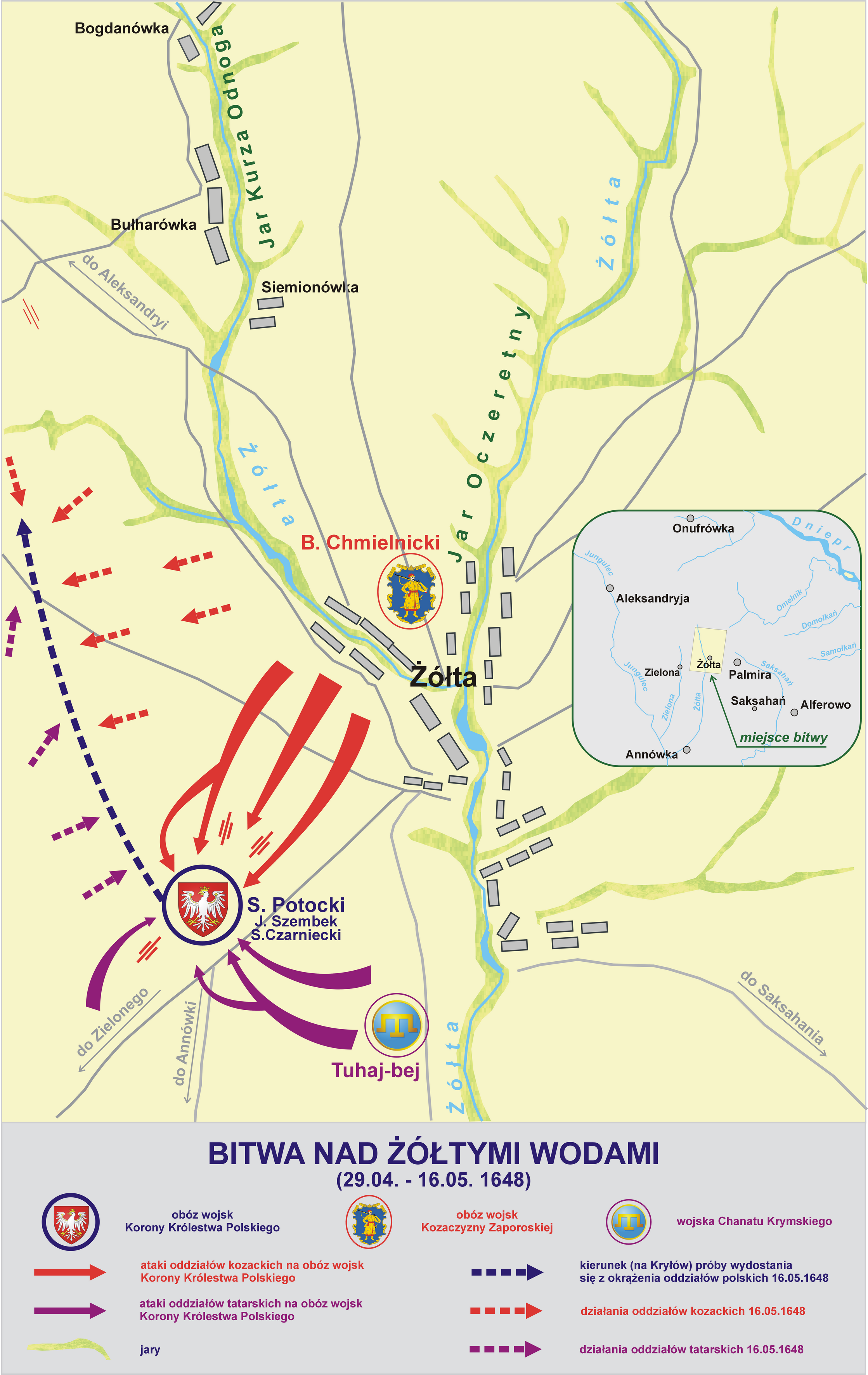

Bitwa nad Żółtymi Wodami – bitwa stoczona między wojskami polskimi a Kozakami w dniach 29 kwietnia-16 maja 1648 r. nad uroczyskiem Żółte Wody. Pierwsza bitwa powstania Chmielnickiego.

## Przygotowania
Na wieść o wybuchu powstania, w dniu 21 kwietnia hetman wielki koronny Mikołaj Potocki wyruszył z Czerkas niezwłocznie na Ukrainę Naddnieprzańską, nie czekając na pomoc ze strony księcia Jeremiego Wiśniowieckiego. Mikołaj Potocki rozdzielił swoje wojska na 3 części:
- Pierwsza grupa, największa (ok. 4 – 5,5 tys.), którą zostawił przy sobie. Składała się z wojsk kwarcianych (ok. 2700 etatów, czyli tzw. „koni i porcji”) oraz magnackich wojsk prywatnych (ok. 2800 etatów, w tym: 940-1000 starosty lwowskiego Adama Hieronima Sieniawskiego; 1000 księcia Dominika Zasławskiego pod pułkownikiem Krzysztofem Koryckim; 300-400 żołnierzy wojewody krakowskiego i starosty białocerkiewskiego Stanisława Lubomirskiego; a także niewielkie poczty magnackie w łącznej sile ok. 400 żołnierzy należące do hetmana polnego Marcina Kalinowskiego, kasztelana czernichowskiego Jana Odrzywolskiego i być może także wojewody ruskiego Jeremiego Wiśniowieckiego). Należy zaznaczyć, że po odliczeniu tzw. ślepych porcji żołdu dawało to realnie tylko ok. 4 tys. żołnierzy. Dodatkowo wojskom hetmana towarzyszył ogromny tabor, w skład którego wchodziło ok. 4 tys. ciurów i bliżej nieokreślona liczba wozów (na pewno powyżej 1,5 tys.)[1]

- Druga grupa, pod nominalnym dowództwem syna hetmana, 24-letniego starosty niżyńskiego Stefana Potockiego (korzystającego z pomocy komisarza wojsk zaporoskich Jacka Szemberka i porucznika kwarcianych husarzy Stefana Czarnieckiego), została wysłana w stepy w celu powstrzymania sił kozacko-tatarskich przed dotarciem do terenów zaludnionych. Grupa ta liczyła początkowo ok. 2,7 – 3 tys. żołnierzy. Trzon tych sił tworzyło: 150 husarii-ochotników, wydzielonych z wojsk kwarcianych hetmana wielkiego; 550 jazdy kozackiej (11 chorągwi po 50 „koni i porcji”, w tym 4 kwarciane: Stefana Potockiego, starosty kamienieckiego Piotra Potockiego, Jana Fryderyka Sapiehy i Mikołaja Zaćwilichowskiego oraz 7 kolejnych, należących także do komputu kwarcianego, pozostających do dyspozycji komisarza wojsk zaporoskich i sześciu pułkowników kozackich, i w swoim założeniu przeznaczonych do kontroli poczynań zawsze niepewnych kozaków rejestrowych); dalej około 700 – 800 dragonów ruskich (było to 140 dragonów kwarcianych pod Czarnieckim, 100 dragonów kwarcianych będących asystą Szemberka [50 „koni”] i dwóch pułkowników kozackich, Adama Duszyńskiego [25 „koni”] i Aleksandra Brzuchańskiego [25 „koni”], oraz 4 – 5 kompanii dragonów prywatnych A. H. Sieniawskiego, D. Zasławskiego, M. Potockiego i M. Kalinowskiego, prawdopodobnie po 100 „koni” w każdej). Husaria, jazda kozacka i dragoni stanowili zatem ok. 1,4–1,5 tys. „koni i porcji”, czyli ok. 1,2 tys. realnej siły żywej. Całość sił S. Potockiego uzupełniało 1500 kozaków rejestrowych pod pułkownikami Duszyńskim, Brzuchańskim i Gabrielem Wojniłowiczem, a więc zapewne każdy był z połową swojego pułku (oddziały rejestrowe były zorganizowane na wzór piechoty węgierskiej, więc prawdopodobnie nie posiadały tzw. ślepych porcji i ich liczebność etatowa była zgodna ze stanem bojowym). Siłom kwarcianym i prywatnym towarzyszyło ok. 800 ciurów obozowych, a kozakom rejestrowym – ok. 500 (zapewne synów kozackich, może też żon). Podane wyżej siły nie dotarły jednak nad Żółte Wody w komplecie, gdyż przednia straż została 29 kwietnia odcięta od sił głównych. Było to 200 „koni” pod wodzą Adama Duszyńskiego, zebranych zapewne z jego chorągwi kozackiej i części rejestrowych[1]. Grupa Stefana Potockiego dysponowała także 6 działami regimentowymi
- Trzecia grupa, składająca się głównie z kozaków rejestrowych, przemieszczała się łodziami po Dnieprze. Liczyła ona ok. 3,5 tys. kozaków (czehryńscy i czerkascy: 1000; korsuńscy: 1000; kaniowscy, białocerkiewscy i perejasławscy: 1500), pod dowództwem Stanisława Krzyczewskiego, pułkownikami Stanisławem Wadowskim i Wojciechem Gurskim oraz 75 dragonów (z asyst pułkowniczych). Posiadali oni 8 falkonetów i kilkanaście hakownic. Grupa ta pod Kudakiem dostała niewielkie posiłki (nieznaną liczbę dragonów i nieco puszkarzy z moździerzem i granatami) od Krzysztofa Grodzickiego, komendanta tamtejszego fortu. Rejestrowym towarzyszyło nieco ponad 500 ludzi służby. Konie i wozy (i zapewne reszta czeladzi) poszły ze S. Potockim[1].

Bohdan Chmielnicki na wyprawę zgromadził około 800 Kozaków zaporoskich i 6–7 tys. sprzymierzonych Tatarów krymskich pod wodzą Tuhaj-beja.

## Bitwa
Po pierwszych niewielkich starciach polskiej straży przedniej ze zwiadowcami tatarskimi (27–29 kwietnia), Stefan Potocki dotarł do Żółtych Wód i rozlokował swoje wojska. Zatoczono obronny tabor i rozlokowano posterunki. Obecność Tatarów była zaskoczeniem dla wojsk koronnych, gdyż nikt nie wiedział jeszcze o sojuszu kozacko-tatarskim. Jeszcze 29 kwietnia Tatarzy uderzyli na wysunięte przed tabor oddziały i po krótkiej walce zmusili Polaków do wycofania się aż pod umocnienia. Dopiero wsparcie z wewnątrz dodatkowymi chorągwiami rejestrowych pozwoliło na uzyskanie przewagi i zmuszenie przeciwnika do ucieczki. Od wziętych jeńców dowiedziano się, że Tatarów jest 12 tys., a ma dojść jeszcze więcej. Według jednego z żołnierzy orda była liczna, ale mizerna i słabo uzbrojona, w kożuchach, bez szabel, z samymi masłakami. Narada dowódców postanowiła umocnić obóz i poczekać na nadejście hetmana z resztą wojska. Ten jednak, wraz ze swoimi oddziałami pozostawał aż 200 km dalej i pomimo szybkiego marszu, nie zdołał dotrzeć na pole bitwy. Po nadejściu reszty wojsk kozacko-tatarskich, obóz Polaków został otoczony szczelnym kordonem.
1 maja po wstępnym ostrzale obozu, Kozacy przystąpili do szturmu. Starali się odwrócić uwagę obrońców od zachodzącego ich od tyłu Tuhaj-beja, lecz ten spóźnił się i zaatakował w momencie, gdy powstańcy (po dwóch nieudanych atakach) już się wycofali. Pozwoliło to na skuteczne odparcie Tatarów. Później Chmielnicki próbował jeszcze 4-5 razy, lecz za każdym razem nieskutecznie. W nocy Kozacy wybudowali w pobliżu koroniarzy szaniec i zaciągnęli na niego armaty, lecz gdy tylko się rozwidniło, obrońcy szybkim wypadem zdobyli tę pozycję i fortyfikację zniszczono. Rozpoczął się okres blokady przerywany częstymi walkami (w dzień atakowali Tatarzy, a w nocy – Kozacy). Przez wiele dni wojska Stefana Potockiego prowadziły bój z kilkukrotnie silniejszym wrogiem.
9 maja, pod Kudakiem, doszło do spotkania wysłanników Chmielnickiego z rejestrowymi płk. Krzeczowskiego z drugiej grupy (płynącej łodziami) kozaków rejestrowych. Ci, po nocnych rozmowach, zdradzili wojska polskie i przeszli na stronę powstańców. Nielicznych kozaków sprzeciwiających się zdradzie (głównie oficerów), wymordowano, podobnie jak 80 dragonów niemieckich, a sam dowódca dostał się do niewoli. Buntownicy wyruszyli w stronę toczącej się bitwy i dotarli na miejsca bitwy 13 maja. Następnego dnia Stefana Potockiego opuścili także kozacy rejestrowi z jego grupy (ponad 1000 żołnierzy) oraz większość dragonów ruskich. Sytuacja oddziałów Stefana Potockiego stała się dramatyczna, gdyż stosunek sił wynosił 1:10. Polskie wojsko liczyło teraz ok. 1 tys. osób, siły kozacko-tatarskie posiadały zaś ponad 11 000.
Wobec ogromnego wyczerpania psychicznego i fizycznego nieustannie atakowanych wojsk polskich, Stefan Potocki, pod presją własnych żołnierzy, zdecydował się 14 maja na negocjacje, w czasie których Tuhaj-bej zgodził się na odwrót Polaków i wydanie Chmielnickiego za cenę pozostawionych armat. Wkrótce i do Kozaków wysłano posłów (m.in. Czarnieckiego, zakładnikiem-kozakiem był Krzywonos). Chmielnicki postawił twarde warunki: wydanie armat, sztandarów i (szczególnie znienawidzonego przez Kozaków) komisarza Szembeka. Koroniarze zgodzili się na wszystko, oprócz przekazania Szembeka. Ostatecznie zawarto ugodę. W zamian za samą artylerię Polacy mieli spokojnie odjechać. Jednak, po wydaniu armat, Chmielnicki zerwał umowę, posłów uwięził, a Krzywonos uciekł. Następnego dnia miała miejsce próba wyrwania się z okrążenia polskich, nielicznych już wojsk, którzy wraz z taborem, zaczęli kierować się w kierunku niewielkiego, ufortyfikowanego miasteczka Kryłowa. Została jednak powstrzymana kosztem utraty kilkuset ludzi uwięzionych przez Tatarów. Nastąpił jeszcze jeden szturm, podczas którego obrońcy, z uwagi na straty osobowe, bronili się w kilku odosobnionych szańcach. Po jego odparciu, mimo dysproporcji sił, ostatecznie Polakom (400 żołnierzy i 40 wozów) udało się wyrwać z okrążenia (około 1.00 nad ranem 16 maja). Na uciekające wojska napadły czambuły Tatarów. Wyczerpani żołnierze zdołali jeszcze odeprzeć ich pierwszy szturm, a w kilka godzin później następny, lecz już kolejny tatarsko-kozacki atak przerwał tabor i doprowadził do pogromu resztek wojsk koronnych. Do niewoli dostało się 300 towarzyszy i żołnierzy. Stefan Potocki odniósł poważne rany, z powodu których zmarł (wdała się gangrena) trzy dni później w kozackiej niewoli. Stefan Czarniecki, który występował w trakcie negocjacji w charakterze pełnomocnika Potockiego, został po zakończeniu układów zatrzymany w obozie kozackim i trafił do niewoli tatarskiej. Uwolnił się z niej już kilka dni później, gdy pod eskortą odwoził ciało młodego syna hetmana Potockiego do Kudaku.

## Po bitwie

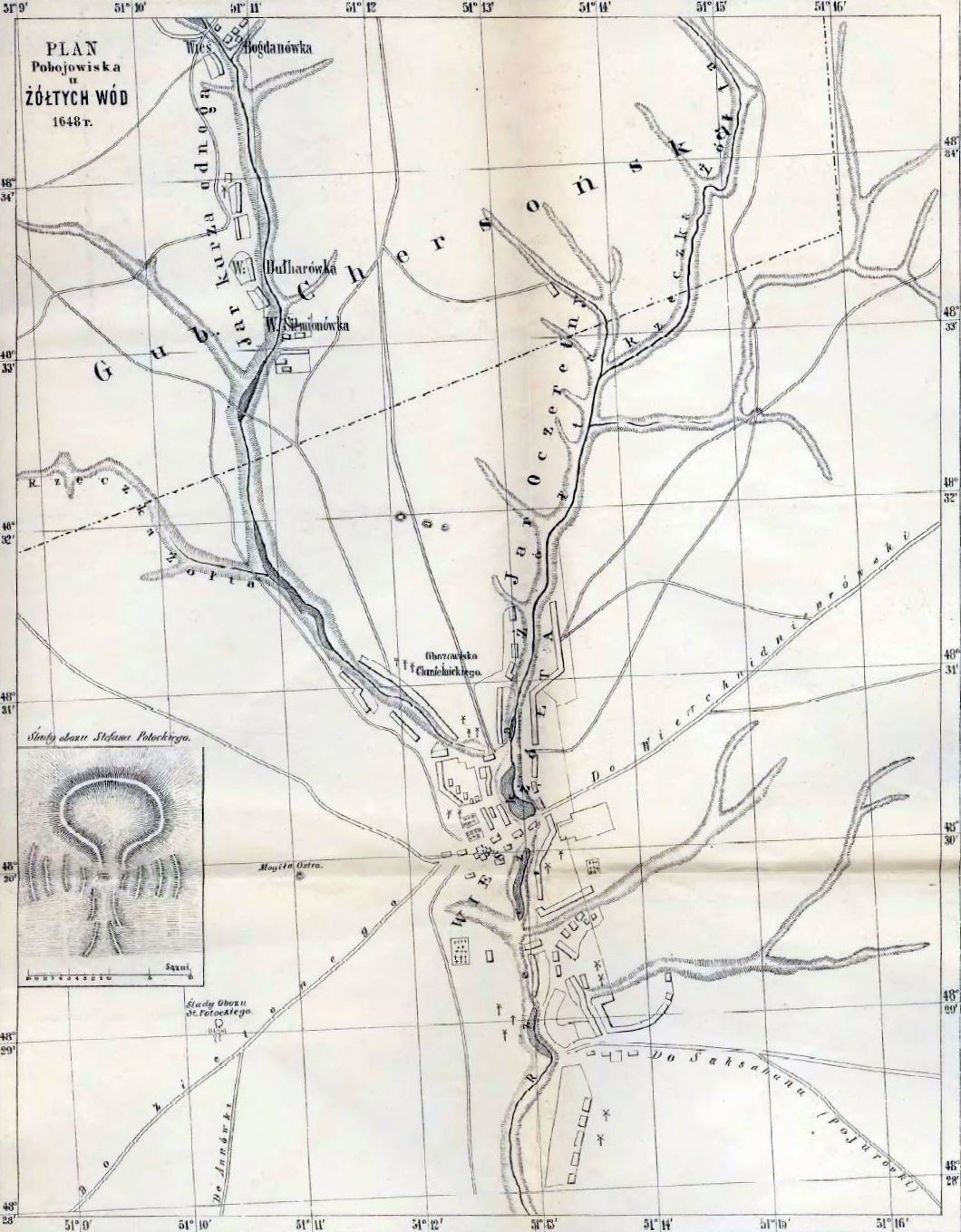
Miejsce bitwy odnalezione w 1878 roku

Do klęski wojsk polskich nad Żółtym Wodami przyczynił się przede wszystkim błąd polskiego dowództwa polegający na podziale armii na trzy oddzielne zgrupowania pozostające w zbyt dużej odległości od siebie, co uniemożliwiło ich współpracę, czy wzajemne wsparcie. Podział ten ułatwił zdradę kozaków rejestrowych i przejście ich na stronę powstańców. Oddział polski został rozbity po 18 dniach obrony i wyrwaniu się z okrążenia przez 10-krotnie silniejszą armię kozacko-tatarską. Kluczową rolę w starciu odgrywała polska husaria, która w liczbie zaledwie 120 żołnierzy stała się kośćcem polskiej aktywnej obrony, a jej szarże niejednokrotnie ratowały sytuację polskiego obozu. Hetman wielki koronny Mikołaj Potocki, dowiedziawszy się o klęsce syna, nie chcąc samemu wpaść w pułapkę, wstrzymał marsz odsieczowy swoich oddziałów (był wówczas 100 km od rejonu bitwy) oraz pułków księcia Jeremiego Wiśniowieckiego.